# Zlaté maliny za rok 1990
Zlaté maliny za rok 1990 byly udělovány 24. března 1991 v Hollywood Roosevelt Hotel v Kalifornii k uctění nejhorších filmů roku. Nejvíce nominací získal film Duchové to dokáží, celkem 9.

## Nominace
| Kategorie                         | Nominace (vítěz tučně) |
| --------------------------------- | --- |
| Nejhorší film                     | Dobrodružství Forda Fairlane – (20th Century Fox) – Joel Silver (remíza) Duchové to dokáží (Triumph Films) – Bo Derek (remíza)                       |
| Nejhorší film                     | Ohňostroj marnosti (Warner Bros.) – Brian De Palma                                                                                                   |
| Nejhorší film                     | Graffiti Bridge – (Warner Bros.) – Randy Phillips |
| Nejhorší film                     | Rocky V – (United Artists) – Robert Chartoff, Irwin Winkler                                                                                          |
| Nejhorší herec                    | Andrew Dice Clay za film Dobrodružství Forda Fairlane v roli Forda Fairlane                                                                          |
| Nejhorší herec                    | Prince za film Graffiti Bridge v roli dítěte |
| Nejhorší herec                    | Mickey Rourke za filmy Hodiny zoufalství a Smyslná orchidej v roli Michaela Boswortha a Jamese Wheelera                                              |
| Nejhorší herec                    | George C. Scott za film Vymítač ďábla III v roli Williama Kindermana                                                                                 |
| Nejhorší herec                    | Sylvester Stallone za film Rocky V v roli Rockyho Balboaye                                                                                           |
| Nejhorší herečka                  | Bo Derek za film Duchové to dokáží v roli Katie |
| Nejhorší herečka                  | Melanie Griffith za film Ohňostroj marnosti v roli Marie Ruskin                                                                                      |
| Nejhorší herečka                  | Bette Midler za film Stella v roli Stelly Claire |
| Nejhorší herečka                  | Molly Ringwald za film Betsyina svatba v roli Betsy Hooper                                                                                           |
| Nejhorší herečka                  | Talia Shire za film Rocky V v roli Adrian Balboay |
| Nejhorší herec ve vedlejší roli   | Donald Trump za film Duchové to dokáží |
| Nejhorší herec ve vedlejší roli   | Leo Damian za film Duchové to dokáží v roli Fausta                                                                                                   |
| Nejhorší herec ve vedlejší roli   | Gilbert Gottfried za filmy Dobrodružství Forda Fairlane, Kdopak to mluví 2 a Ten kluk je postrach v rolích Johnnyho Crunche, Joeyho a pana Peabodyho |
| Nejhorší herec ve vedlejší roli   | Wayne Newton za film Dobrodružství Forda Fairlane v roli Juliana Grandela                                                                            |
| Nejhorší herec ve vedlejší roli   | Burt Young za film Rocky V v roli Paulieho Pennina                                                                                                   |
| Nejhorší herečka ve vedlejší roli | Sofia Coppola za film Kmotr III v roli Mary Corleone                                                                                                 |
| Nejhorší herečka ve vedlejší roli | Roseanne Barr za film Kdopak to mluví 2 v roli Julie Ubriacco (za hlas)                                                                              |
| Nejhorší herečka ve vedlejší roli | Kim Cattrall za film Ohňostroj marnosti v roli Judy McCoy                                                                                            |
| Nejhorší herečka ve vedlejší roli | Julie Newmar za film Duchové to dokáží v roli Angel                                                                                                  |
| Nejhorší herečka ve vedlejší roli | Ally Sheedy za film Betsyina svatba v roli Connie Hopper                                                                                             |
| Nejhorší režie                    | John Derek za film Duchové to dokáží |
| Nejhorší režie                    | John G. Avildsen za film Rocky V |
| Nejhorší režie                    | Brian De Palma za film Ohňostroj marnosti |
| Nejhorší režie                    | Renny Harlin za film Dobrodružství Forda Fairlane |
| Nejhorší režie                    | Prince za film Graffiti Bridge |
| Nejhorší scénář                   | Daniel Waters, James Cappe a David Arnott za film Dobrodružství Forda Fairlane                                                                       |
| Nejhorší scénář                   | Michael Cristofer za film Ohňostroj marnosti |
| Nejhorší scénář                   | John Derek za film Duchové to dokáží |
| Nejhorší scénář                   | Prince za film Graffiti Bridge |
| Nejhorší scénář                   | Sylvester Stallone za film Rocky V |
| Nejhorší nová hvězda              | Sofia Coppola za film Kmotr III v roli Mary Corleone                                                                                                 |
| Nejhorší nová hvězda              | Donald Trump za film Duchové to dokáží |
| Nejhorší nová hvězda              | Leo Damien za film Duchové to dokáží v roli Fausta                                                                                                   |
| Nejhorší nová hvězda              | Ingrid Chavez za film Graffiti Bridge v roli Aury |
| Nejhorší nová hvězda              | Carré Otis za film Duchové to dokáží v roli Emily Reed                                                                                               |
| Nejhorší filmová píseň            | „He's Comin' Back (The Devil!)“ z filmu Bláznivý exorcista, napsal Chris LeVrar                                                                      |
| Nejhorší filmová píseň            | „The Measure of a Man“ z filmu Rocky V, napsal Alan Menken                                                                                           |
| Nejhorší filmová píseň            | „One More Cheer“ z filmu Stella, napsali Jay Gruska a Paul Gordon                                                                                    |